# Gränna
Gränna est une petite ville suédoise située sur la rive est du grand lac Vättern, face à l'île de Visingsö à laquelle elle est reliée par ferry.

## Histoire
La ville a été créée en 1652 par le comte Per Brahe le Jeune, initialement sous le nom de Brahe-Grenna. Elle est restée l'unique en Suède à recevoir son titre de ville par privilège féodal, comtal en l'occurrence, et non pas royal. Gränna a été rattachée en 1971 à la commune de Jönköping, et est de ce fait une des seules villes historiques de Suède, avec Marstrand, à ne plus être siège d'une commune.
Gränna est connue en Suède pour ses pittoresques maisons de bois et pour ses polkagrisar, des bonbons à la menthe à raies blanches et rouges, inventés en 1859 par la veuve Amalia Eriksson. Ces polkagrisar, la proximité de Visingsö et des ruines du château Brahehus non loin font de Gränna un centre touristique très fréquenté en été.
De plus, la ville se trouve à peu près à mi-chemin sur la route la plus fréquentée de Suède, celle reliant Stockholm à la Scanie (ainsi qu'à Copenhague). Elle est pour cette raison une escale consacrée, ce qui a donné lieu à une floraison de restaurants et d'auberges. Le plus fameux de ces établissements est la Gyllene Uttern (« La Loutre d'Or »), ouverte en 1933, et qui est un des tout premiers hôtels-restaurants créés en Europe spécialement à l'intention des automobilistes, un motel de luxe en quelque sorte. Dans le film d'Ingmar Bergman Les Fraises sauvages, on voit le Dr Borg, en route depuis Stockholm pour Lund, déjeuner à la Gyllene Uttern avec ses compagnons de voyage sur la terrasse dominant le Vättern.
Le Grännois le plus célèbre est l'aéronaute Salomon August Andrée, mort en 1897 sur l'île de Kvitøya, lors d'une tentative d'atteindre le Pôle Nord en ballon. À Gränna se trouve le "Museum-Andreexpedition Polarcenter", consacré à cette expédition.
Åsa Grennvall, auteure de bande dessinée suédoise, est née à Gränna en 1973. Elle a publié huit ouvrages en suédois, dont deux ont été traduits en français et publiés par la maison d'édition L'Agrume : 7e étage, et Histoire de famille.

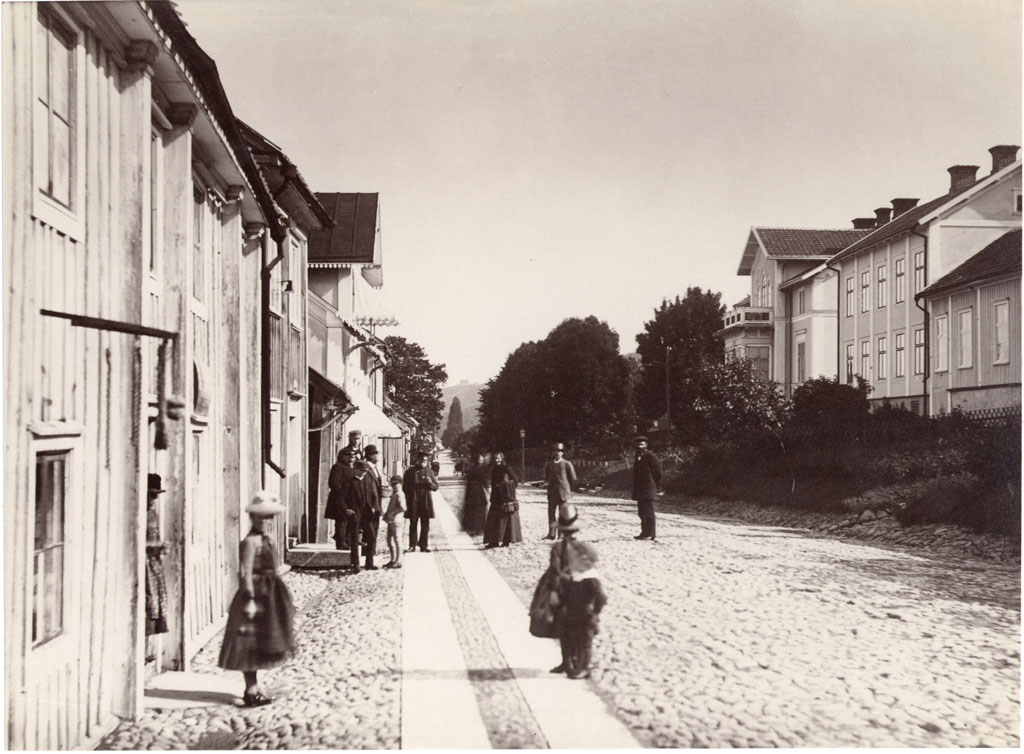
Rue de Granna, 1889 Photo par Carl Curman
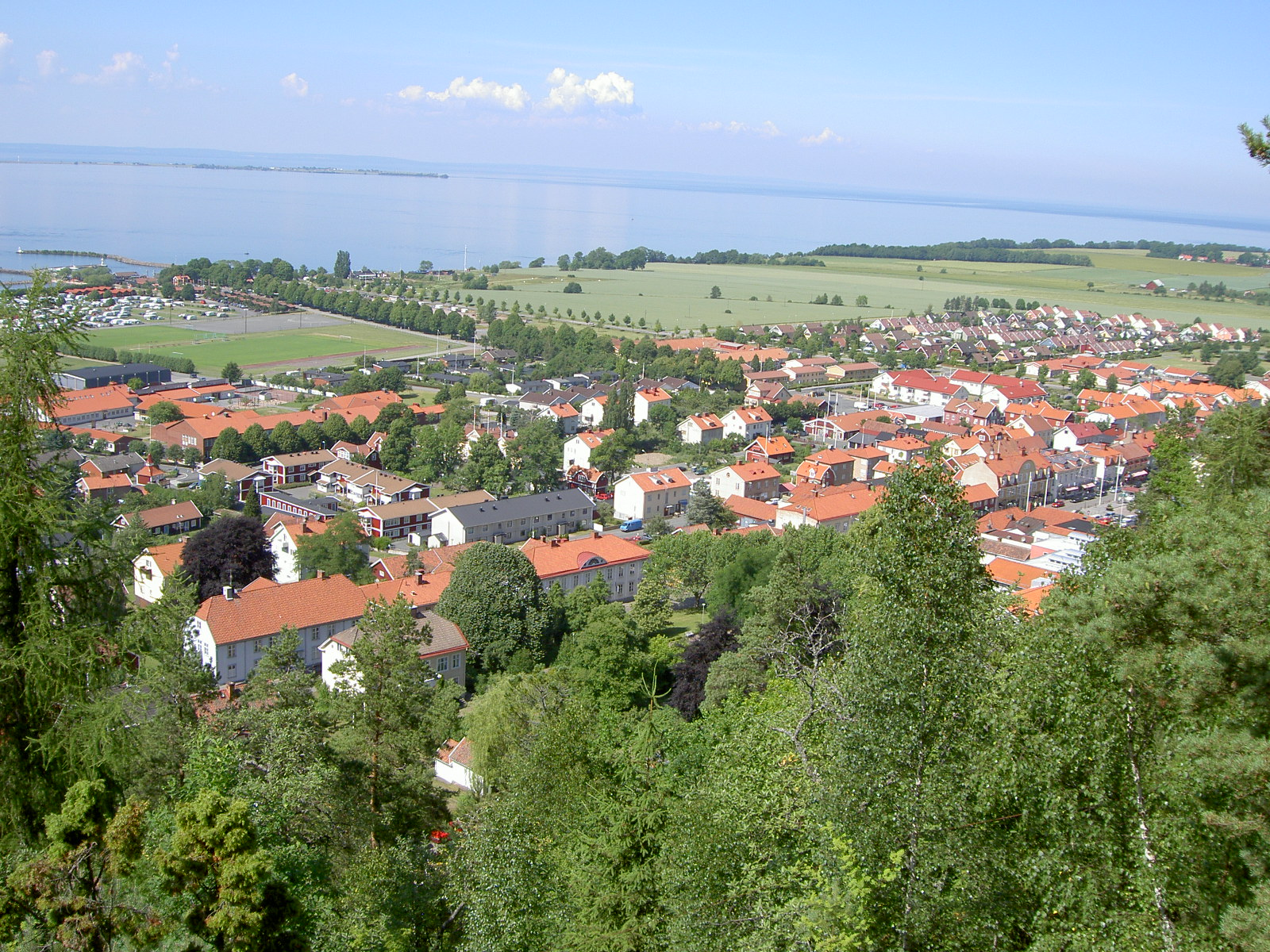
Vue sur Gränna et le lac Vättern
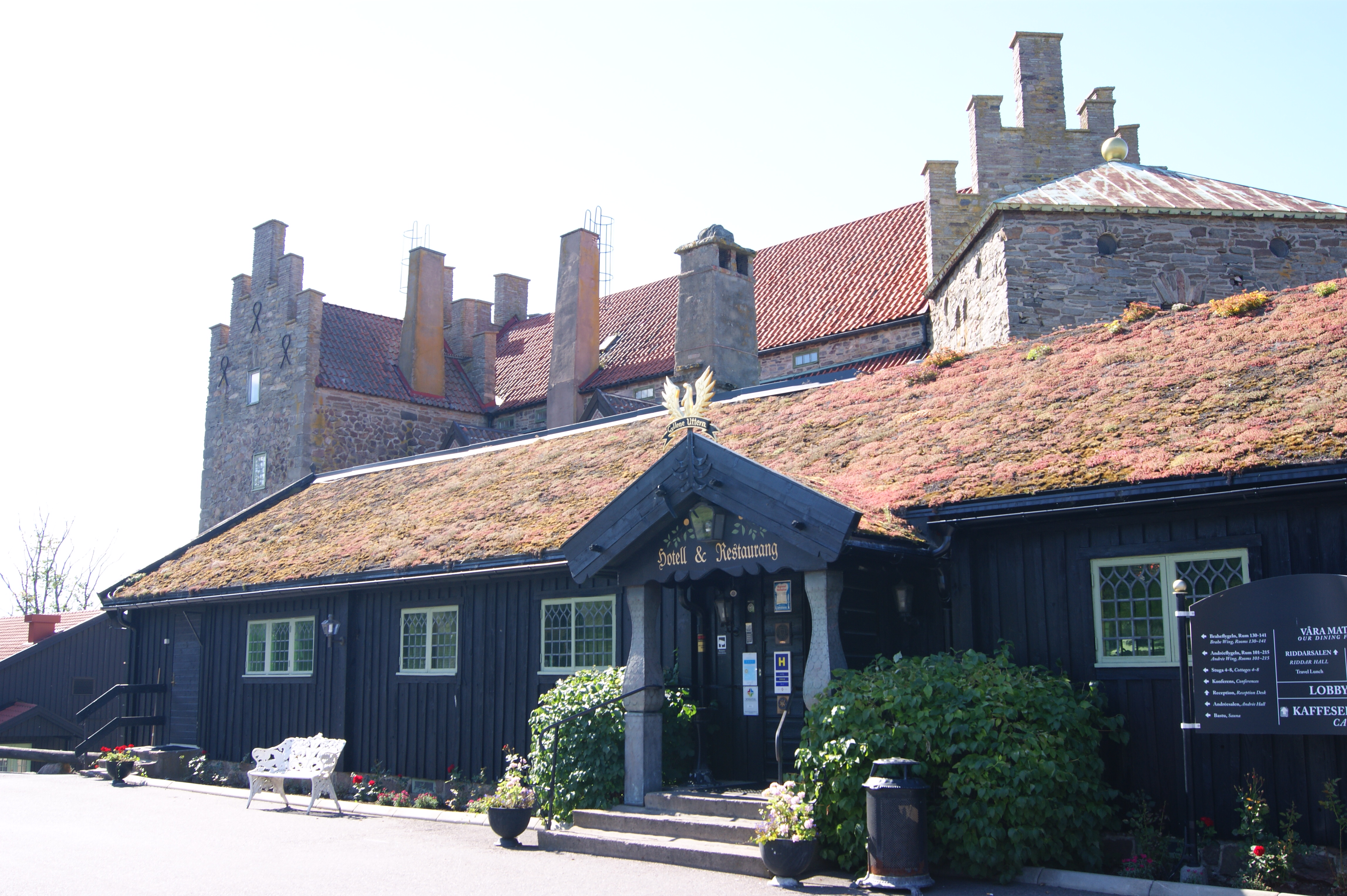
Restaurant Gyllene Uttern